# Saint-Jacut-les-Pins
Saint-Jacut-les-Pins (bret. Sant-Yagu-ar-Bineg) – miejscowość i gmina we Francji, w regionie Bretania, w departamencie Morbihan.
Według danych na rok 1990 gminę zamieszkiwało 1570 osób, a gęstość zaludnienia wynosiła 69 osób/km² (wśród 1269 gmin Bretanii Saint-Jacut-les-Pins plasuje się na 403. miejscu pod względem liczby ludności, natomiast pod względem powierzchni na miejscu 432.).